# Radio Zinzine
Radio Zinzine è una stazione radiofonica associativa autogestita, non commerciale, con sede a Limans e che trasmette i suoi programmi nelle Alpi dell'Alta Provenza, nelle Alte Alpi, nelle Bocche del Rodano e nella Vaucluse.

## Storia
La radio è stata creata nel 1981, quando l'etere è stato liberalizzato, da membri della comunità Longo Maï di Limans in Provenza, che volevano dare alla propria esperienza comunitaria un mezzo di espressione con cui rispondere agli attacchi delle quali era stata fatta oggetto. Questa comunità, una cooperativa agricola autogestita con un'ideologia anticapitalista, impegnata nell'economia sociale, era stata fondata negli anni '70, in un'epoca di ritorno sul territorio, da attivisti tedeschi e francesi influenzati soprattutto dal pensiero pacifista di Jean Giono. Tra questi, in particolare, vi era Roland Perrot, noto come Rémi. Quest'ultimo, nato il 7 giugno del 1931 a Saint-Rémy-de-Provence e morto il 1º luglio 1993,  è stato uno psicologo e scrittore francese, attivista anarchico, pacifista e antimilitarista.
Roland Perrot è in particolare l'autore della storia "R.A.S." sulla Guerra algerina, da cui Yves Boisset ha attinto R.A.S., il film con lo stesso nome, di produzione franco-italiana-tunisina, diretto nel 1973.
Vi si tratta della guerra algerina e del modo in cui l'esercito francese si è comportato con la ribellione di alcuni coscritti. L'abbreviazione R.A.S. significa rien a signaler (nulla da segnalare) ed è usata in contesti militari e amministrativi.

## Sommario e sinossi
Nel 1956, durante la guerra algerina, March, Charpentier e Dax, riservisti, si ritrovarono in un battaglione disciplinare. Vengono quindi catturati dagli ingranaggi della guerra, della tortura e della morte. Il comandante Lecoq deve formare un'unità d'élite con i refrattari, le cui motivazioni politiche sono diverse., che gli darà il soprannome: Rémi. Questo romanzo biografico ripercorre la sua partecipazione alla Guerra algerina e la sua scelta del campo del FLN, per il quale divenne pilota d'aereo. Proibito di rimanere in Francia, deve aspettare di essere graziato prima di tornare nel paese.
È anche uno dei fondatori della rete di cooperative agricole  la Comunità di Cooperative europee Longo Maï , fondata nel 1973. Ha partecipato a numerosi progetti europei nel campo delle cooperative, della radio gratuita, dell'aiuto ai rifugiati, ecc.
Il ramo si è poi allargato ai presentatori che non erano membri della comunità e ad altri temi politici e culturali.

## Natura dei programmi
Con un'affinità anarchica, attaccata alla difesa dell'ambiente e alla promozione di stili di vita alternativi, trasmette programmi su questioni di società o solidarietà internazionale. L'antenna produce in particolare programmi geopolitici (di cui uno in collaborazione con il mensile, Le Monde diplomatique), antimilitaristi, antinucleari, tecnocritici e di autogestione.
Dal 1998, Radio Zinzine ha condiviso la sua antenna con l'associazione Aix Ensemble con il nome di Radio Zinzine Aix. L'associazione produce principalmente trasmissioni musicali in diretta da Aix-en-Provence ogni sera nei giorni feriali, nonché il sabato e la domenica pomeriggio.
Un terzo gruppo esce da una vite autogestita, La Cabrery, situata nel Luberon.

## Altre attività
Radio Zinzine pubblica un foglio settimanale intitolato L'Ire des Chenaies, disegnato e trasmesso in circa 600 copie, che commenta brevemente le notizie e informa i suoi ascoltatori sui programmi trasmessi in onda e sugli eventi organizzati intorno alla radio.
Ogni anno, il primo sabato di luglio, Radio Zinzine organizza una festa di supporto invitando gruppi musicali e canzoni locali.

## Aree di copertura
Situata in una zona montuosa, Radio Zinzine ha varie frequenze a seconda del rilievo, che le permette di essere ascoltata in FM ad Aix-en-Provence, Manosque, Digne-les-Bains, Sisteron, Forcalquier, Gap, Briançon, Embrun, Guillestre  e Apt.
Radio Zinzine è anche trasmesso sull'agglomerato di Marsiglia in formato digitale (DAB +), dalla compagnia SDN, con cui lavora a stretto contatto.